# Música visual
La música visual, a vegades coneguda com a "música de colors", fa referència a l'ús d'estructures musicals dins d'imatges visuals, les quals també poden incloure cinema mut o treballs sense so. També fa referència a mètodes o dispositius que poden traduir sons o música en una presentació visual relacionada. Una definició expandida pot incloure la traducció de música a pintura; aquesta era la definició original del terme, tal com la va encunyar Roger Fry l'any 1912 per descriure el treball de Kandinsky.
El terme música visual també fa referència a sistemes que converteixen música o so directament en formes visuals, com cinema, vídeo o gràfics d'ordinador, fent servir un instrument mecànic, la interpretació d'un artista o un ordinador. L'invers també és aplicable, literalment, convertint imatges en sons dibuixant objectes i figures sobre la banda sonora d'una pel·lícula, amb una tècnica coneguda com a so gràfic. Alguns cineastes que van treballar aquesta tradició van ser Oskar Fischinger (Ornament Sound Experiments), Norman McLaren, Barry Spinello, Steven Woloshen, Max Hattler, Richard Reeves, així com altres artistes contemporanis. La música visual se superposa fins a cert punt a la història del cinema abstracte, encara que no tota la música visual és abstracta.
Existeix una gran varietat de definicions del terme música visual, particularment pel fet que el camp presenta una expansió contínua. En alguns escrits recents, usualment en el món de les belles arts, la música visual sovint es confon amb sinestèsia o es defineix com aquesta, encara que històricament aquest terme no ha estat mai una definició de la música visual. La música visual també s'ha definit com una forma d'intermèdia.

## Instruments
Des de temps antics els artistes han perseguit la creació de llums en moviment per a l'ull comparables als efectes del so per l'orella.
– El doctor William Moritz, el més conegut historiador de la música visual en llengua anglesa, especialitzat en l'obra d'Oskar Fischinger. 
A vegades també anomenada "música cromàtica", la història d'aquesta tradició inclou molts experiments amb orgues cromàtics. Artistes o inventors "van construir instruments, sovint anomenats orgues cromàtics, que mostraven llum que modulava fluidament el seu color en una certa manera que es pot comparar a la música". Existeixen diverses definicions de música cromàtica; una de les quals és que la música cromàtica generalment consisteix en la projecció de llum acolorida sense forma. Alguns estudiosos i escriptors han fet servir indistintament els termes de música cromàtica i música visual.
La construcció d'instruments per interpretar música visual en directe, de forma anàloga a la música sonora, ha estat una preocupació constant d'aquest art. Els orgues cromàtics, encara que relacionats, constitueixen una tradició primerenca que s'estén fins al segle xviii amb el jesuïta Louis Bertrand Castel, que va construir un clavicèmbal ocular en la dècada del 1730 (visitat per Georg Philipp Telemann, per a qui va compondre). Altres artistes inventors de l'orgue cromàtic van ser Alexander Wallace Rimington, Bainbridge Bishop, Thomas Wilfred, Charles Dockum i Mary Hallock-Greenewalt.

## Música visual en el cinema
La música visual i el cinema o vídeo abstractes a vegades coincideixen. Algunes de les primeres pel·lícules conegudes d'aquests dos gèneres van ser treballs pintats a mà produïts pels futuristes Bruno Corra i Arnaldo Ginna entre els anys 1911 i 1912 (tal com ells ho van reportar en el Manifest futurista del cinema), que actualment s'han perdut. Mary Hallock-Greenewalt va produir diversos rodets de pel·lícules pintades a mà (encara que no era cinema) que ara estan en mans de la Historical Society of Philadelphia. Igual que les pel·lícules futuristes, i moltes altres pel·lícules visuals, les seves "pel·lícules" pretenien ser una visualització amb forma musical.
Van ser notables cineastes de música visual: Walter Ruttmann, Hans Richter, Viking Eggeling, Oskar Fischinger, Len Lye, Jordan Belson, Norman McLaren, Mary Ellen Bute (que va fer una sèrie de pel·lícules que va anomenar "Seeing Sound films"), Harry Smith, Hy Hirsh, John i James Whitney, així com molts altres fins a l'actualitat.
L'any 2005, una exposició als Estats Units anomenada "Visual Music" al Los Angeles Museum of Contemporary Art i al Hirshhorn Museum and Sculpture Garden, a Washington DC, va incloure documentació d'orgues cromàtics i va projectar moltes pel·lícules visuals i vídeos, així com pintures i alguns orgues cromàtics.
El Center for Visual Music i el iota Center de Los Angeles tenen les col·leccions més grans del món de recursos sobre música visual. En un determinat moment, les dues organitzacions n'eren una de sola, coneguda amb el nom de la iotaFund. Malauradament, les diferències d'opinió van dividir l'organització, així com la col·lecció de recursos i pel·lícules. El Center for Visual Music posseeix els papers d'Oskar Fischinger i la col·lecció de la investigació original de l'historiador de la música visual, el doctor William Moritz. El iotaCenter posseeix el treball de Hy Hirsh, Larry Cuba, Paul Glabicki i molts d'altres. La col·lecció de les pel·lícules de Jules Engel es troba repartida entre les dues organitzacions. Les dues distribueixen DVD, i exhibeixen les seves col·leccions i desenvolupen còpies digitals d'alta qualitat de moltes de les seves pel·lícules per donar al públic un accés millor als treballs i la seva història.

## Gràfics per ordinador

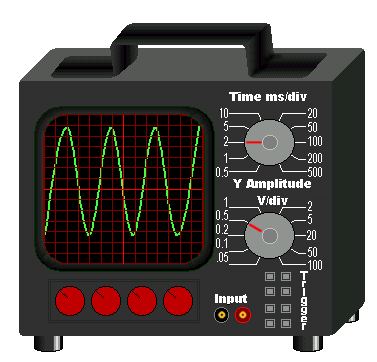
Oscilloscope showing a single pitch, a sinewave

El tub de raigs catòdics va fer possible l'oscil·loscopi, un dispositiu primerenc que pot produir imatges que es poden relacionar fàcilment amb els sons dels micròfons llum làser, que produeixen patrons d'ones amb circuits semblants. Les imatges que es fan servir per representar àudio a les estacions de treball d'àudio digital estan basades principalment en els familiars patrons de l'oscil·loscopi.
La companyia Animusic (originalment anomenada Visual Music) ha demostrat repetidament l'ús d'ordinadors per convertir música —principalment basada en pop-rock i composta com a esdeveniments MIDI— en animacions. Els instruments virtuals dissenyats per artistes que interpreten ells mateixos o que toquen objectes virtuals són tots, conjuntament amb els sons, controlats per instruccions MIDI.
Dins l'esfera de la conversió d'imatge a so, MetaSynth inclou una característica que converteix les imatges en sons. L'eina fa servir imatges dibuixades o importades, que poden ser manipulades amb eines gràfiques, per generar nous sons o processar àudio existent. Una funció inversa permet la creació d'imatges a partir de sons.
Existeix un programari reproductor de medis que genera imatges animades o visualització de música basada en una peça de música gravada:
- autom@ted_VisualMusiC_ 4.0, planificat i realitzat per Sergio Maltagliati. Aquest programa pot ser configurat per crear múltiples variacions aleatòries de música visual, començant des d'una simple cèl·lula sonora/visual. Genera una nova composició audiovisual original cada vegada que es prem el botó de reproducció.